# Andrzej Chyra

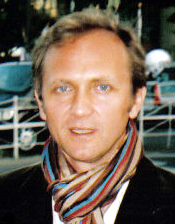
Andrzej Chyra

Andrzej Chyra (Gryfów Śląski, 27 augustus 1964) is een Pools theater- en filmacteur.

## Filmografie

### Films
- 1988 – Dekalog 4
- 1993 – Kolejność uczuć
- 1994 – Zawrócony
- 1999 – Dług
- 1999 – Kallafiorr
- 2000 – Gra
- 2000 – Wyrok na Franciszka Kłosa
- 2001 – Pieniądze to nie wszystko
- 2001 – Przedwiośnie
- 2001 – Where Eskimos Live
- 2001 – Wiedźmin
- 2003 – Pogoda na jutro
- 2003 – Powiedz to, Gabi
- 2003 – Siedem przystanków na drodze do raju
- 2003 – Symetria
- 2003 – Zmruż oczy
- 2004 – Ono
- 2004 – Tulipany
- 2005 – Komornik
- 2005 – Persona non grata
- 2006 – Palimpsest
- 2006 – S@motność w sieci
- 2006 – Strajk. Die Heldin von Danzig
- 2006 – Wszyscy jesteśmy Chrystusami
- 2007 – Katyń
- 2008 – Magiczne drzewo
- 2008 – Nieruchomy poruszyciel
- 2009 – Wszystko co kocham
- 2009 – Zdjęcie
- 2010 – Mistyfikacja
- 2015 - 11 minut
- 2016 - Zjednoczone Stany Miłości

### Televisieseries
- 1996 – Bar "Atlantic"
- 1996 – Honor dla niezaawansowanych
- 1997 – Boża podszewka
- 1997 – Zaklęta
- 1998 – Miodowe lata
- 2000-2001 – Miasteczko
- 2000 – Twarze i maski
- 2002 – Przedwiośnie
- 2002 – Wiedźmin
- 2003-2005 – Defekt
- 2003 – Zaginiona
- 2004-2005 – Oficer
- 2006 – Oficerowie
- 2006 – S@motność w sieci
- 2007 – Cztery poziomo